# 中川俊一
中川 俊一（なかがわ しゅんいち、1927年（昭和2年）7月17日 - 2019年（平成31年）3月5日）は、日本の政治家。元宮城県古川市（現・大崎市）長（2期）。

## 来歴
宮城県志田郡古川町出身。小牛田農林高等学校、1948年、盛岡高等農林学校（現・岩手大学農学部）卒。1967年、古川市議会議員に当選し、議長も務める。1988年の古川市長選挙に立候補したが千坂侃雄に敗れ、落選した。1992年の市長選挙に再び立候補して現職の千坂侃雄を破って当選した。1996年の市長選挙でも再選。2000年の市長選挙では元市議会議長の佐々木謙次に敗れた。
2019年3月5日、老衰のため死去、91歳。

## 栄典
- 2001年 - 勲三等瑞宝章